# Приставкин, Валентин Степанович
Валенти́н Степа́нович Приста́вкин (1931 — 2004) — советский спортсмен-конькобежец, преподаватель, тренер.

## Биография
Валентин Приставкин родился 28 апреля 1931 года в Смоленске. В 1951 году он окончил Смоленский техникум физкультуры, в 1955 году — Смоленский институт физкультуры, после чего преподавал в нём около пятидесяти лет, прошёл путь от преподавателя до заведующего кафедрой велосипедного и конькобежного спорта. Активно занимался спортом, первым в Смоленской области стал мастером спорта СССР. Также занимался научной деятельностью, был автором более чем сорока публикаций. Среди его учеников — призёры союзных и международных соревнований, чемпионы Олимпийских игр (например, Любовь Садчикова), 16 мастеров спорта СССР.

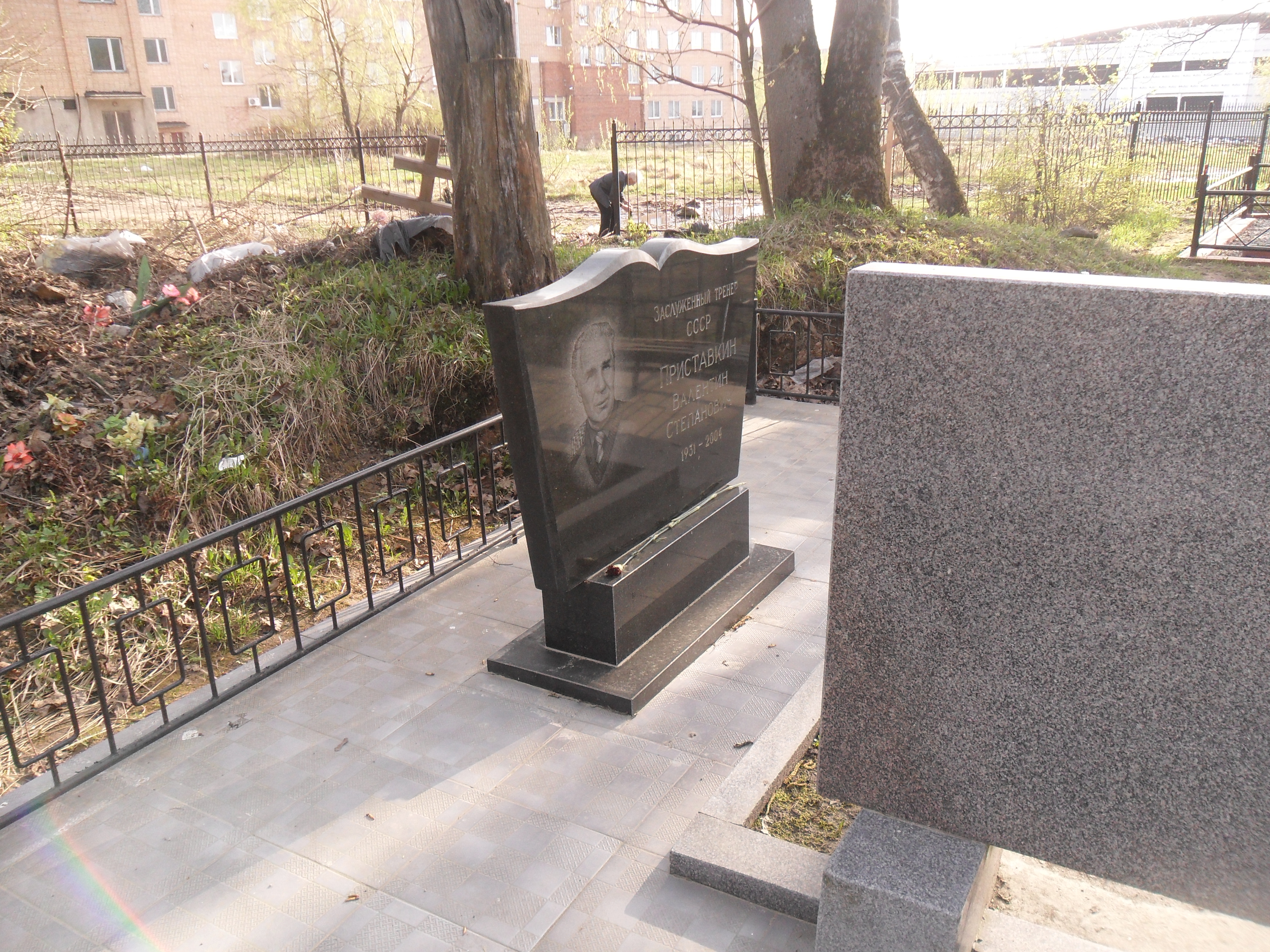
Могила Приставкина на Братском кладбище Смоленска

Скончался 25 января 2004 года, похоронен на Братском кладбище Смоленска.

## Награды и звания
- Орден Почёта (2000) — за заслуги в развитии физической культуры и спорта, большой вклад в укрепление дружбы и сотрудничества между народами[3]

Заслуженный работник физической культуры Российской Федерации, Заслуженный тренер СССР, Заслуженный тренер РСФСР, Почётный судья по спорту Всесоюзной категории. Награждался многими нагрудными знаками, дипломами и грамотами.

## Наиболее известные опубликованные научные работы
- «История развития конькобежного спорта» (1995)
- «Педагогические основы подготовки конькобежцев» (1996)
- «Путь к мастерству» (1954)

## Участие в соревнованиях
- Приз С. М. Кирова (1952) — победитель.
- Чемпионат РСФСР (1952) — призёр.
- Чемпионат СССР (1953) — призёр.
- XII Всемирные зимние студенческие игры (1953) — участник.